# 南非聯邦
南非联邦（英語：Union of South Africa）为現今南非共和國的前身。1910年5月31日，四个英国殖民地——开普殖民地、纳塔尔殖民地、德蘭士瓦殖民地及奥兰治河殖民地合并成为南非联邦。其包含以前屬於德蘭士瓦共和國和奧蘭治自由邦的領土。
第一次世界大战结束后，南非联邦在国际联盟委任下开始对前德属西南非洲进行托管。西南非洲事实上为联邦另一个省份，但法理上从未被正式纳入。
與加拿大和澳大利亚一樣，南非联邦为大英帝国的自治领之一。于1931年12月11日通过的《威斯敏斯特法令》使南非成为主权国家。其实行君主立宪制，王权由南非总督代表。隨著《1961年南非宪法》的订立，联邦宣告终结；同年5月31日，南非改行共和制並宣布正式退出英联邦。

## 南非联邦的宪法

### 主要特点
與加拿大和澳大利亚不同，南非联邦是一个单一制国家，而非如其名字那样的一个联邦制国家。原来各个组成南非联邦殖民地的议会都被废除，并由各级省议会取代:sections 68-94。而且中央成立了参众两院，其成员主要由该国的少数民族选举产生:sections 19-67。「议会至上」是继承自联合王国的宪法共识， 除了针对特许经营权和通用语言部分（通过数则刚性条款）的程序保障外，法院无法干预议会的决定。

## 延伸閱讀
維基媒體的Union of South Africa地圖集 
- Beck, Roger B. The History of South Africa (Greenwood, 2000).
- Davenport, Thomas, and Christopher Saunders. South Africa: A modern history (Springer, 2000).
- Eze, M. Intellectual history in contemporary South Africa (Springer, 2016).
- Robinson, G. G. . . London: John Murray. 1905: 521–538 （英语）.
- Ross, Robert. A Concise History of South Africa (2009)
- Thompson, Leonard, and Lynn Berat. A History of South Africa (4th ed. 2014)
- Thompson, Leonard. The Unification of South Africa 1902 – 1910 (Oxford UP, 1960).
- Welsh, Frank. A History of South Africa (2000).

## 外部連結
- World Statesmen.org: South Africa（页面存档备份，存于）
- 维基共享资源上的相關多媒體資源：南非聯邦

30°S 25°E / 30°S 25°E